# Tibble, Björklinge socken
Tibble är en by i Björklinge socken i Uppsala kommun.

## Historia
Byn omtalas första gången i skriftliga handlingar 1316 ('in Thygbyli'), då fyra bönder i byn finns med i en förteckning över vad hertig Valdemar uppburit av kyrkogodsen i Tiundaland. 1432 ärvde Olof Ragvaldsson (Lindöätten) en gård i Tibble med tillhörande humlegård. Under 1500-talet bestod Tibble av ett helt skattehemman, ytterligare ett halvt skattehemman som Gustav Vasa bytte till sig 1559 och därefter blev arv och eget bland de gustavisanska godsen, ett frälsemantal (1540 tillhörigt Lars Turesson (Tre Rosor), samt två kyrkohemman.
Vid Tibble har man även påträffat tre viktigare stenådersboplatser. Den ena anmäldes 1915 till Statens historiska museum sedan målare Pettersson i byns östra del påträffat rester av fyra eldstäder, en spjutspets och en mejsel i skiffer samt flintavslag och gropkeramik i trädgården till sin stuga. Ture J:son Arne undersökte boplatsen samma år. Platsen besöktes även av Gunnar Ekholm, som bedömde att strandlinjen vid boplatsens anläggande legat 34 meter över havet.
Även hundra meter nordost om Petterssons stuga mellan landsvägen och det gamla grustaget Sandviken grävde Ture J:son Arne ut en härd, sedan man påträffat keramik på platsen. I februari 1975 upptäcktes i samband med att vägslänten breddades ytterligare en härd i slänten. Då platsen besiktigades påträffades ytterligare en härd, och man konstaterade att ett större boplatsområde redan schaktats bort. Fynden bestod främst av gropkeramik.
I februari 1975 påträffades även ytterligare boplats i Tibble, nere vid Sandvikens bad vid Långsjön. Fynden gjordes i samband med schaktning för en elkabel till Uppsala kommuns ytbyggnad av omklädningsrum och serveringslokaler vid badet. Platsen undersöktes arkeologiskt under våren samma år. 1977 påträffades ytterligare härdar 75 meter västnordväst om det tidigare undersökta området. Till skillnad från de båda ovan nämnda boplatserna är den här senneolitisk.